# 越前開發站
越前開發站（日语：／ Echizen-Kaihotsu eki */?）是位於福井縣福井市開發一丁目，越前鐵道的勝山永平寺線車站。車站編號為E4。由於開站時富山地方鐵道已有開發站，本站因此加上令制國前綴「越前」以茲識別。

## 車站構造
車站是一座地面車站，設有1面1線單式月台，在2015年前設有1面2線的島式月台。在平日早上7時5分至下午7時45分之間設有職員當值，其他時間為無人車站。車站大樓位於北邊，月台與大樓之間設有站內平交道。由於車站位於市區內，月台比較狹窄，並且沒有上蓋。兩方向均為單線。曾經福井口站至此站之間為雙線，在2015年起單線化。

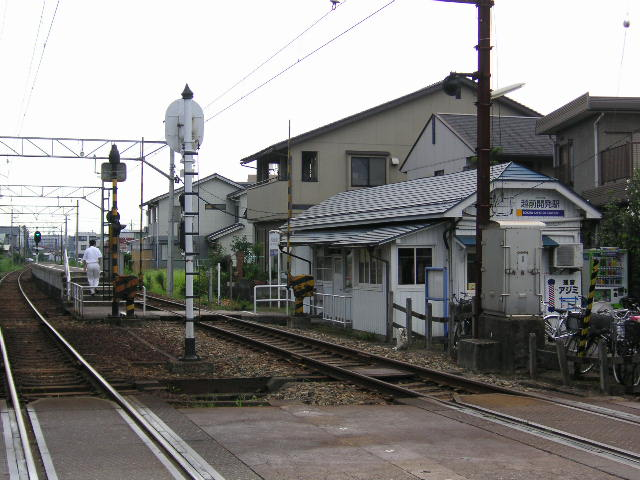
車站全景（左邊為月台，右邊為車站大樓）
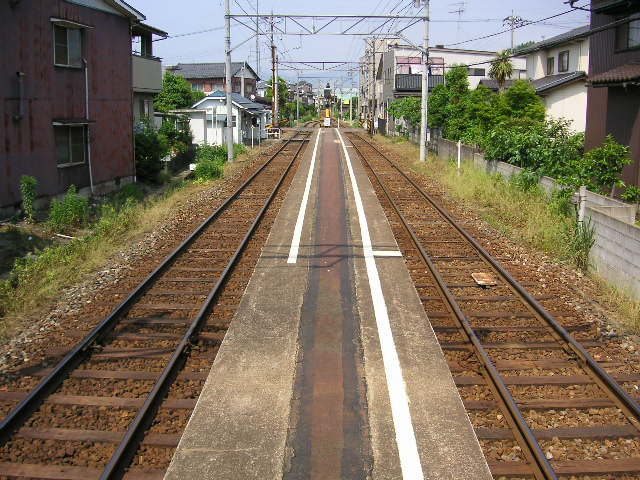
在雙線鐵路時代的車站，當時設有狹窄的島式月台

## 歷史
- 1932年8月20日：車站啟用。
- 2001年6月25日：由於半年內兩度發生嚴重事故（日语：京福電気鉄道越前本線列車衝突事故），被國土交通省中部運輸局（日语：中部運輸局）引用鐵道事業法（日语：鉄道事業法）勒令全線暫停服務[2][3]。
- 2003年：

- 2月1日：車站設施轉讓至越前鐵道。
- 7月20日：越前鐵道車站重開。

- 2015年9月27日：隨著福井口站至此站之間單線化，此站的月台由1面2線變成1面1線[5]。
- 2024年10月11日：越前鐵道及福井鐵道均可使用ICOCA及全國通用IC卡付款[6][7]。

## 使用狀況
以下為一日平均上下車人次。
| 上下車人次變化 | 上下車人次變化 |
| 年度           | 1日平均人次    |
| -------------- | -------------- |
| 2011           | 391            |
| 2012           | 391            |
| 2013           | 408            |
| 2014           | 397            |
| 2015           | 393            |
| 2016           | 458            |
| 2017           | 477            |
| 2018           | 488            |
| 2019           | 439            |
| 2020           | 374            |
| 2021           | 187            |
| 2022           | 205            |

## 相鄰車站
越前鐵道
■勝山永平寺線
□快速（只有上行班次）、■普通
福井口（E3）－越前開發（E4）－越前新保（E5）

## 外部連結
- 越前鐵道越前開發站 （页面存档备份，存于）（日語）